# フィフティ・シェイズ・フリード (映画)
『フィフティ・シェイズ・フリード』（Fifty Shades Freed）は2018年のアメリカ合衆国の恋愛映画。『フィフティ・シェイズ』3部作の最終作となる作品である。監督はジェームズ・フォーリー、主演はダコタ・ジョンソンとジェイミー・ドーナンが務めた。本作はE・L・ジェイムズが2012年に発表した同名小説を原作としている。
なお、前作、前々作は日本国内でR18+指定を受けたが、本作はR15+指定となっている。

## ストーリー
アナスタシア（愛称アナ）とクリスチャンはヨーロッパでの新婚旅行中に彼の本社に侵入され彼の個人データが盗まれた上、放火される事件が起きた為、家に帰ることを余儀なくされます。
クリスチャンはアナに新しい家を提供したり、アナが職場で旧姓のスティールを使用し続けていることを不快に思っており、しばしの口論の末に彼の願いを聞き届けることにしました。夫のクリスチャンが過保護に過ぎると感じることもあったが、アナは幸せな日々を過ごしていた。そんな2人の幸せを監視しながら憎悪を煮えたぎらせる男がいた。ジャック・ハイドである。ハイドは部下だったアナスタシアにセクハラをしたために、クリスチャンの逆鱗に触れてSIPを解雇された。それは自業自得であるにも拘わらず、ハイドはクリスチャンに復讐すべく行動していたのである。

## キャスト
※括弧内は日本語吹替
- アナスタシア・"アナ"・グレイ - ダコタ・ジョンソン（白石涼子）
- クリスチャン・グレイ - ジェイミー・ドーナン（津田健次郎）
- ジャック・ハイド - エリック・ジョンソン（土田大）： アナの元上司。
- キャサリン・"ケイト"・キャヴァナー - エロイーズ・マンフォード（衣鳩志野）： アナスタシアの親友。
- ミア・グレイ - リタ・オラ（村中知）： クリスチャンの義理の妹。
- エリオット・グレイ - ルーク・グライムス（北田理道）： クリスチャンの義理の兄。
- ホセ・ロドリゲス - ヴィクター・ラサック（高橋研二）： アナの友人。
- ジェイソン・テイラー - マックス・マーティーニ（木村雅史）： クリスチャンのボディガード。
- エレーナ・リンカーン - キム・ベイシンガー： クリスチャンの元恋人で、かつてのビジネスパートナー。（予告編のみ）[6]
- Dr.グレース・トレヴェリアン・グレイ - マーシャ・ゲイ・ハーデン（寺内よりえ）： クリスチャンの養母。
- レイ・スティール - カラム・キース・レニー : アナの父親。
- ジーア・マテオ - アリエル・ケベル： グレイ夫妻の新居の設計を任された建築家。
- ルーク・ソーヤー - ブラント・ドーハティ： アナのボディガード。
- ボイス・フォックス - タイラー・ホークリン
- ゲイル・ジョーンズ - フェイ・マスターソン

## 製作
2012年3月、ユニバーサル・ピクチャーズとフォーカス・フィーチャーズがE・L・ジェイムズの『フィフティ・シェイズ』3部作の映画化権を獲得したという報道があった。2015年2月6日、第1作のプレミア会場で、監督のサム・テイラー＝ジョンソンが残る2作も映画化されると明言した。その直後、テイラー＝ジョンソンが企画から降板させられた。11月2日、第2作と第3作の監督にジェームズ・フォーリーが起用され、ダコタ・ジョンソンとジェイミー・ドーナンが続投することになったと報じられた。2016年2月8日、アリエル・ケベルが本作に出演するとの報道があった。12日、ジャック・ハイドをエリック・ジョンソンが演じると発表された。20日、ブラント・ドーハティの出演が決まった。

### 撮影
2015年11月、ユニバーサル・ピクチャーズは第2作と第3作を一遍に撮影する計画を立てているとの報道があった。本作の主要撮影は2016年2月9日に始まり、同年7月12日に終了した。本作のロケはパリやバンクーバーで行われた。その際、ワーキング・タイトルとして「Further Adventures of Max and Banks 2 & 3」が使用されていた。

## 公開
2017年9月10日、本作のティーザー・トレイラーが公開された。11月6日には、本作のファイナル・トレイラーが公開された。

## 興行収入
本作は『ピーターラビット』及び『15時17分、パリ行き』と同じ週に公開され、公開初週末に3700万ドルから4000万ドルを稼ぎ出すと予想されていたが、この予測は的中した。2018年2月9日、本作は全米3768館で封切られ、公開初週末に3856万ドルを稼ぎ出し、週末興行収入ランキング初登場1位となった。なお、この数字は前作の公開初週末興行収入（4660万ドル）を大きく下回るものであった。

## 評価
本作は批評家から酷評されている。映画批評集積サイトのRotten Tomatoesには138件のレビューがあり、批評家支持率は12%、平均点は10点満点で3.1点となっている。サイト側による批評家の見解の要約は「『フィフティ・シェイズ・フリード』はフィフティ・シェイズ三部作に不格好な終幕をもたらした。三部作はモヤモヤしたまま三人婚へと至った。」となっている。また、Metacriticには43件のレビューがあり、加重平均値は31/100となっている。なお、本作のCinemaScoreはB+となっている。